# Alfredo Zayas y Alfonso
Alfredo Zayas y Alfonso   (l'Havana, 21 de febrer de 1861 - l'Havana, 11 d'abril de 1934) fou un jurista cubà, orador, poeta i polític. Va ser fiscal, jutge, alcalde de l'Havana, senador el 1905, president del Senat el 1906, vicepresident del 1908 al 1913 i quart president de la República des del 20 de maig de 1921 al 20 de maig de 1925.
Va fer els seus estudis a la seva ciutat natal als Col·legis Boblag i El Salvador, i es va llicenciar en dret el 1882 a la Universitat de l'Havana. Va ser membre del partit autonomista i actiu propagandista del partit revolucionari, i va ser empresonat per les seves idees el 1896 i bandejat el 1897. Amb el triomf de la revolució, el 1898, va tornar a la vida política, en què va exercir diversos i importants càrrecs. Fou jutge municipal de Puentes Grandes, regidor de l'Ajuntament de l'Havana, sots-secretari de Justícia a l'època del general Wood, delegat a la Convenció constituent per la província de l'Havana i secretari de l'esmentada Convenció, senador per la citada província, president de la Societat Econòmica d'Amics del País, vicepresident del Senat i membre de la Comissió Consultiva que va redactar la majoria de les lleis orgàniques de Cuba.
El 1908 va ser elegit vicepresident de la República i després d'haver estat diverses vegades candidat a la presidència, va ser elegit per a ella el 1921. De la seva gestió presidencial destaca haver dominat el moviment sediciós de la província de Santa Clara, i les seves elevades declaracions referents al Maine, per la qual cosa el rei d'Espanya, Alfons XIII, el va distingir amb una carta autògrafa, expressant la gratitud de la nació per ella. El mateix monarca li va concedir la gran creu d'Isabel la Catòlica.
Zayas era cap del partit popular i una de les capacitats intel·lectuals de més prestigi del seu país. Si com a polític i com a governant gaudia de gran popularitat, no va ser menys important la seva figura des del punt de vista intel·lectual. Advocat, home de lletres, periodista i orador de verb prodigiós, en tots els camps de la intel·ligència va consagrar la seva personalitat. Va ser director d'acreditades revistes literàries, com La Habana Literària; va cultivar la poesia com l'oratòria i publicat llibres tan notables i erudits com el que porta per títol Lexicografía antillana (Habana, 1914), que va donar a conèixer a Espanya Gómez de Baquero. En ell demostra Zayas els seus profunds coneixements lingüístics, reconeixement de la seva extraordinària mentalitat i vasta cultura va ser la seva designació pel Govern de la República perquè escrivís la història de Cuba, i les innombrables distincions que va rebre del seu país i de l'estranger.
Va publicar part de la Obras de don José de la Luz Caballero (Havana, 1890-91); El presbitero don José Agustín Caballero y su vida y sus obras (Havana, 1891); Discursos, pronunciats en la vetllada inaugural del Recreo de Artesanos (Havana, 1891); Cuba Autonómica, estudios históricos (Havana, 1899), i In memoriam, discurs pronunciat amb motiu del primer aniversari de la mort del general Máximo Gómez Báez (Havana, 1906).

## Últims anys i mort
Va ser el primer president que va permetre la llibertat de premsa sense censura. La seva flegma li va portar el sobrenom de El Chino en vista de la seva paciència asiàtica. Després de retirar-se de la vida política va dedicar els seus darrers nou anys de vida a l'escriptura i reedició de les seves obres, fins i tot els dos volums de la Lexicografia Antillana. El seu liberalisme cívic va ser seguit per les dictadures militars dels generals Gerardo Machado i Fulgencio Batista. Va morir de causes naturals a l'Havana, l'11 d'abril de 1934, als setanta-tres anys.